# Michael Stewart (piłkarz)
Michael James Stewart (ur. 26 lutego 1981 w Edynburgu) – szkocki piłkarz, występujący na pozycji pomocnika. Od początku 2011 roku jest wolnym zawodnikiem.
Piłkarską karierę zaczął w Manchesterze United w 1998 roku. Rozegrał w nim 8 meczów. W latach 2003–2005 był wypożyczany do: Nottingham Forest (13 spotkań) i do Hearts (17 spotkań). Od 2005 do 2007 był zawodnikiem Hibernian F.C. W 54 meczach, strzelił 2 bramki. Od 2007 do 2010 roku ponownie był graczem Hearts. W 2010 roku przeszedł do Gençlerbirliği SK, gdzie spędził pół roku.
Od 2002 roku do 2008 4 razy wystąpił w reprezentacji Szkocji.